# تورساد دي بوانت
تورساد دي بوانت (من الفرنسية: Torsade de pointes أي ضَفِيرَة الأَسَل أو ضفيرة النتوءات) هو مصطلح يصف حالة تسرع قلب بطيني متعدد الأشكال ذو خصائص مميزة في تخطيط كهربية القلب. وصف هذه الحالة للمرة الأولى الطبيب الفرنسي فرنسوا ديسيرتين عام 1966.

## العلامات والأعراض
تعود معظم النوبات تلقائيًا إلى النظم الجيبي الطبيعي. تشمل الأعراض والعواقب خفقان القلب، والدوخة، والدوار (خلال النوبات الأقصر)، والإغماء (خلال النوبات الأطول)، وتوقف القلب المفاجئ.

## الأسباب
تكون المتلازمة موروثة (مرتبطة بسبعة عشر جينًا على الأقل) أو مكتسبة تحدث غالبًا بسبب الأدوية و/أو اضطرابات الكهارل التي تسبب إطالة مفرطة لفترة كيو تي.
تشمل أسباب انقلاب الذرى الشائعة تطاول فترة كيو تي دوائي المنشأ، والإسهال وانخفاض مغنيزيوم أو بوتاسيوم الدم أو متلازمة كيو تي الطويلة الخلقية بصورة أقل شيوعًا. يلاحظ أيضًا لدى مرضى سوء التغذية ومدمني الكحول المزمنين، وذلك بسبب نقص البوتاسيوم و/أو المغنيزيوم عندهم. تمثل بعض الأدوية التي تؤخذ وحدها أو التفاعلات الدوائية التي تحدث عند أخذ الأدوية مع بعضها أسبابًا شائعةً لحدوث متلازمة انقلاب الذرى. إن تناول أدوية تسبب تطاول كيو تي، مثل الكلاريثروميسين أو الليفوفلوكساسين أو الهالوبيريدول، بالتزامن مع مثبطات السيتوكروم بّي 450، مثل الفلوكستين أو السيميتيدين أو أطعمة معينة مثل الليمون الفردوسي، يرفع مستويات هذه الأدوية المطيلة في مجرى الدم فوق المستويات الطبيعية، ومن ثم يرتفع خطر إصابة الشخص بمتلازمة انقلاب الذرى. ذُكر واحد على الأقل من الأدوية الشائعة التي لا تستلزم وصفة طبية وتسبب انقلاب الذرى في الأدبيات الطبية، مع أن الجرعة التي سبقت هذا الانقلاب كانت أعلى من جرعات الدواء العلاجية. إضافةً إلى ذلك، فإن خطر الإصابة بنوبات انقلاب الذرى كبير جدًا عند مرضى متلازمة فترة كيو تي الطويلة الموروثة؛ خطر يزداد بالأدوية واضطرابات الكهارل التي تطيل فترة كيو تي.

### الأدوية كأسباب مرضية
مثلت معرفة أن انقلاب الذرى قد يحدث في المرضى الذين يتناولون بعض الأدوية الموصوفة خطرًا محدقًا وسببًا لسحب 14 دواءً من السوق. ما يزال 49 دواءً تُعرف بتسببها بانقلاب الذرى و170 دواءً آخر تطيل فترة كيو تي في الأسواق لأنها توفر فائدة طبية مع تخفيف مخاطر حدوث انقلاب الذرى من طريق التعليمات الواردة في ملصق الدواء. تتضمن أمثلة المركبات المرتبطة بمشاهدات انقلاب الذرى السريرية كلًا من الأميودارون، ومعظم الفلوروكينولونات، والميثادون، والليثيوم، والكلوروكين، والإريثرومايسين، والأزيثرومايسين، والبيموزيد، والفينوثيازين. قد يزيد عقار أوندانسيترون المضاد للقيء أيضًا خطر الإصابة بانقلاب الذرى. ثبت أيضًا أن انقلاب الذرى من الآثار الجانبية لبعض الأدوية المضادة لاضطراب النظم، مثل السوتالول، والبروكيناميد، والكينيدين، والإيبوتيليد، والدوفيتيليد. كمثال يُذكر، سُحب عقار سيسابريد (بروبلسيد) المحرك للطريق الهضمي من السوق الأمريكية في عام 2000 بعد ربطه بالوفيات الناجمة عن متلازمة انقلاب الذرى المحرضة بتطاول كيو تي. يمكن ربط هذا التأثير مباشرة بإطالة كيو تي من طريق تثبيط قناة hERG، وتفعيل قناة الصوديوم المتأخر في بعض الحالات.

## العلاج
يعتمد العلاج على إزالة العامل المسيء، تسريب كبريتات المغنسيوم، مضادات اضطراب النظم، والعلاج الكهربائي مثل ناظمة مؤقتة حسب الحاجة.